# Конгреси Савеза комуниста Југославије
Конгреси Савеза комуниста Југославије (до 1952. Комунистичка партија Југославије) били су највиши органи ове политичке организације, који су се одржавали на одређени временски период. Представљали су званичне скупове на којима су се састајали делегати републичких и покрајинских партијских организација и одлучивали о политици и програму Савеза комуниста. Делегати Конгреса бирали су чланове Централног комитета (до 1926. Централно партијско веће), који су потом бирали свој извршни орган — Председништво ЦК СКЈ (раније 1952—1966: Извршни комитет, 1926—1952: Политбиро и 1919—1926: Извршни одбор). Поред конгреса Савеза комуниста Југославије, одржавани су и конгреси републичких организација Савеза комунуста.
У току постојања КПЈ/СКЈ од 1919. до 1990. одржано је 14 конгреса (13 редовних и 1 ванредни). У периоду пре Другог светског рата и доласка КПЈ на власт одржана су четири конгреса — током легалног рада партије 1919. и 1920. одржани су Први и Други, док су након њене забране, у периоду илегалног партијског рада 1921—1941. у иностранству одржани Трећи и Четврти конгрес. Током илегалног периода, због немогућности сазивања Конгреса, одржаване су земаљске конфернеције које су имале значај конгреса. Прва и Друга конференција одржане су у Бечу, Трећа у Београду, Четврта у Љубљани, а Пета која је била најбројнија у Загребу, октобра 1940. године. Након доласка на власт, Конгреси КПЈ/СКЈ одржавани су најпре у размаку од шест (1948—1952—1958—1964), потом пет (1964—1969—1974) и на крају четири године (1974—1978—1982—1986—1990).
У прво време Конгрес СКЈ одржаван је у различито време од конгреса републичких организација Савеза комуниста, а након 1969. републички конгреси и покрајинске конференције одржавали су се као увертира савезном партијском конгресу.
Последњи Четрнаести конгрес СКЈ, одржан је јануара 1990. био је једини ванредни конгрес. На њему је због сукоба око виђења даље улоге Савеза комуниста Југославије дошло до његовог распада. Након распада СКЈ његове републичке организације наставиле су самостално деловање и након политичке реформе промениле имена (види Политичке партије настале распадом СКЈ).

## Конгреси КПЈ и СКЈ
| Конгреси Комунистичке партије и Савеза комуниста Југославије | Конгреси Комунистичке партије и Савеза комуниста Југославије | Конгреси Комунистичке партије и Савеза комуниста Југославије | Конгреси Комунистичке партије и Савеза комуниста Југославије | Конгреси Комунистичке партије и Савеза комуниста Југославије |
| конгрес                                                      | датум одржавања                                              | број делегата                                                | место одржавања                                              | реф.                                                         |
| ------------------------------------------------------------ | ------------------------------------------------------------ | ------------------------------------------------------------ | ------------------------------------------------------------ | ------------------------------------------------------------ |
| Први конгрес СРПЈ(к)                                         | 20—23. април 1919.                                           | 432                                                          | Хотел „Славија”, Београд                                     |                                                              |
| Други конгрес КПЈ                                            | 20—25. јун 1920.                                             | 374                                                          | Раднички дом, Вуковар                                        |                                                              |
| Трећи конгрес КПЈ                                            | 14—22. мај 1926.                                             | 48                                                           | Беч, (Аустрија)                                              |                                                              |
| Четврти конгрес КПЈ                                          | 5—16. новембар 1928.                                         | 25                                                           | Дрезден (Немачка)                                            |                                                              |
| Пети конгрес КПЈ                                             | 21—28. јул 1948.                                             | 2.344                                                        | Дом гарде, Београд                                           |                                                              |
| Шести конгрес КПЈ                                            | 2—7. новембар 1952.                                          | 2.022                                                        | Згребачки велесајам (стари), Загреб                          |                                                              |
| Седми конгрес СКЈ                                            | 22—26. април 1958.                                           | 1.795                                                        | Господарско раставишче, Љубљана                              |                                                              |
| Осми конгрес СКЈ                                             | 7—13. новембар 1964.                                         | 1.442                                                        | Дом синдиката, Београд                                       |                                                              |
| Девети конгрес СКЈ                                           | 11—15. март 1969.                                            | 1.278                                                        | Дом синдиката, Београд                                       |                                                              |
| Десети конгрес СКЈ                                           | 27—30. мај 1974.                                             | 1.052                                                        | Хала „Пионир”, Београд                                       |                                                              |
| Једанаести конгрес СКЈ                                       | 20—23. јун 1978.                                             | 2.283                                                        | Сава центар, Београд                                         |                                                              |
| Дванаести конгрес СКЈ                                        | 26—29. јун 1982.                                             | 1.721                                                        | Сава центар, Београд                                         |                                                              |
| Тринаести конгрес СКЈ                                        | 25—28. јун 1986.                                             | 1.742                                                        | Сава центар, Београд                                         |                                                              |
| Четрнаести конгрес СКЈ                                       | 20—22. јануар 1990.                                          | 1.612                                                        | Сава центар, Београд                                         |                                                              |

## Конгреси републичких организација КПЈ и СКЈ

### Босна и Херцеговина
| Конгреси Комунистичке партије и Савеза комуниста Босне и Херцеговине | Конгреси Комунистичке партије и Савеза комуниста Босне и Херцеговине | Конгреси Комунистичке партије и Савеза комуниста Босне и Херцеговине | Конгреси Комунистичке партије и Савеза комуниста Босне и Херцеговине | Конгреси Комунистичке партије и Савеза комуниста Босне и Херцеговине |
| конгрес                                                              | датум одржавања                                                      | број делегата                                                        | место одржавања                                                      | реф.                                                                 |
| -------------------------------------------------------------------- | -------------------------------------------------------------------- | -------------------------------------------------------------------- | -------------------------------------------------------------------- | -------------------------------------------------------------------- |
| Први конгрес КП БиХ                                                  | 1—5. новембар 1948.                                                  | 678                                                                  | Фискултурни дом, Сарајево                                            | [ 1 ]                                                                |
| Други конгрес СК БиХ                                                 | 25—27. децембар 1954.                                                | 317                                                                  | Дом народне милиције, Сарајево                                       | [ 2 ]                                                                |
| Трећи конгрес СК БиХ                                                 | 26—28. март 1959.                                                    | 638                                                                  | Дом народне милиције, Сарајево                                       | [ 3 ]                                                                |
| Четврти конгрес СК БиХ                                               | 2—5. март 1965.                                                      | 635                                                                  | Раднички универзитет „Ђуро Ђаковић”, Сарајево                        | [ 4 ]                                                                |
| Пети конгрес СК БиХ                                                  | 9—11. јануар 1969.                                                   | 612                                                                  | Раднички универзитет „Ђуро Ђаковић”, Сарајево                        | [ 5 ]                                                                |
| Шести конгрес СК БиХ                                                 | 26—28. март 1974.                                                    | 742                                                                  | Културно-спортски центар „Скендерија”, Сарајево                      | [ 6 ]                                                                |
| Седми конгрес СК БиХ                                                 | 9—11. мај 1978.                                                      | 799                                                                  | Културно-спортски центар „Скендерија”, Сарајево                      | [ 7 ]                                                                |
| Осми конгрес СК БиХ                                                  | 18—20. мај 1982.                                                     | 800                                                                  | Културно-спортски центар „Скендерија”, Сарајево                      | [ 8 ]                                                                |
| Девети конгрес СК БиХ                                                | 19—21. мај 1986.                                                     | 1.020                                                                | Културно-спортски центар „Скендерија”, Сарајево                      | [ 9 ]                                                                |
| Десети конгрес СК БиХ                                                | 7—9. децембар 1989.                                                  | 543                                                                  | Скупштина СР Босне и Херцеговине, Сарајево                           | [ 10 ]                                                               |
| Једанаести конгрес СК БиХ—СДП                                        | 28. фебруар 1991.                                                    |                                                                      | Дом младих, Сарајево                                                 | [ 11 ]                                                               |

### Србија
| Конгреси Комунистичке партије и Савеза комуниста Србије | Конгреси Комунистичке партије и Савеза комуниста Србије | Конгреси Комунистичке партије и Савеза комуниста Србије | Конгреси Комунистичке партије и Савеза комуниста Србије | Конгреси Комунистичке партије и Савеза комуниста Србије |
| конгрес                                                 | датум одржавања                                         | број делегата                                           | место одржавања                                         | реф.                                                    |
| ------------------------------------------------------- | ------------------------------------------------------- | ------------------------------------------------------- | ------------------------------------------------------- | ------------------------------------------------------- |
| Први конгрес КП Србије                                  | 8—12. мај 1945.                                         | 459                                                     | Коларчев народни универзитет, Београд                   | [ 12 ]                                                  |
| Други конгрес КП Србије                                 | 17—21. јануар 1949.                                     | 1.433                                                   | Коларчев народни универзитет, Београд                   |                                                         |
| Трећи конгрес СК Србије                                 | 26—29. април 1954.                                      | 541                                                     | Коларчев народни универзитет, Београд                   | [ 13 ]                                                  |
| Четврти конгрес СК Србије                               | 4—6. јун 1959.                                          | 1.342                                                   | Дом синдиката, Београд                                  |                                                         |
| Пети конгрес СК Србије                                  | 11—14. мај 1965.                                        | 854                                                     | Дом синдиката, Београд                                  | [ 14 ]                                                  |
| Шести конгрес СК Србије                                 | 21—23. новембар 1968.                                   | 850                                                     | Дом синдиката, Београд                                  | [ 15 ]                                                  |
| Седми конгрес СК Србије                                 | 23—25. април 1974.                                      | 850                                                     | Дом синдиката, Београд                                  |                                                         |
| Осми конгрес СК Србије                                  | 29—31. мај 1978.                                        | 1.387                                                   | Дом синдиката, Београд                                  |                                                         |
| Девети конгрес СК Србије                                | 27—29. мај 1982.                                        | 1.260                                                   | Сава центар, Београд                                    |                                                         |
| Десети конгрес СК Србије                                | 26—28. мај 1986.                                        |                                                         | Сава центар, Београд                                    |                                                         |
| Једанаести конгрес СК Србије                            | 15—17. децембар 1989.                                   |                                                         | Сава центар, Београд                                    |                                                         |
| Дванаести ванредни конгрес СК Србије                    | 16. јул 1990.                                           | 1.455                                                   | Сава центар, Београд                                    |                                                         |

## Конгреси омладине

### СКОЈ
| Конгреси Савеза комунистичке омладине Југославије | Конгреси Савеза комунистичке омладине Југославије | Конгреси Савеза комунистичке омладине Југославије | Конгреси Савеза комунистичке омладине Југославије | Конгреси Савеза комунистичке омладине Југославије |
| конгрес                                           | датум одржавања                                   | број делегата                                     | место одржавања                                   | реф.                                              |
| ------------------------------------------------- | ------------------------------------------------- | ------------------------------------------------- | ------------------------------------------------- | ------------------------------------------------- |
| Први конгрес СКОЈ                                 | 10—14. јун 1920.                                  | 32                                                | Београд                                           | [ 16 ]                                            |
| Други конгрес СКОЈ                                | 24—26. јун 1923.                                  |                                                   | Котље, код Дравограда                             | [ 17 ]                                            |
| Трећи конгрес СКОЈ                                | 30. јун 1926.                                     | 32                                                | Котље, код Дравограда                             | [ 18 ]                                            |
| Четврти конгрес СКОЈ                              | 12—14. октобар 1940.                              | 946                                               | Београд                                           | [ 19 ]                                            |

### УСАОЈ
| Конгреси Уједињеног савеза антифашистичке омладине Југославије | Конгреси Уједињеног савеза антифашистичке омладине Југославије | Конгреси Уједињеног савеза антифашистичке омладине Југославије | Конгреси Уједињеног савеза антифашистичке омладине Југославије | Конгреси Уједињеног савеза антифашистичке омладине Југославије |
| конгрес                                                        | датум одржавања                                                | број делегата                                                  | место одржавања                                                | реф.                                                           |
| -------------------------------------------------------------- | -------------------------------------------------------------- | -------------------------------------------------------------- | -------------------------------------------------------------- | -------------------------------------------------------------- |
| Први конгрес УСАОЈ                                             | 27—29. децембар 1942.                                          | 365                                                            | Бихаћ                                                          | [ 20 ]                                                         |
| Други конгрес УСАОЈ                                            | 2—4. мај 1944.                                                 | 816                                                            | Дрвар                                                          | [ 21 ]                                                         |
| Трећи конгрес УСАОЈ                                            | 11—15. мај 1946.                                               | 1.485                                                          | Загреб                                                         | [ 22 ]                                                         |

### ССОЈ
| конгрес                                             | датум одржавања                                  | број делегата                                    | место одржавања                                  | реф.                                             |
| Конгреси Народне омладине Југославије 1948—1963.    | Конгреси Народне омладине Југославије 1948—1963. | Конгреси Народне омладине Југославије 1948—1963. | Конгреси Народне омладине Југославије 1948—1963. | Конгреси Народне омладине Југославије 1948—1963. |
| --------------------------------------------------- | ------------------------------------------------ | ------------------------------------------------ | ------------------------------------------------ | ------------------------------------------------ |
| Четврти конгрес НОЈ                                 | 15—19. децембар 1948.                            | 1.469                                            | Београд                                          | [ 23 ]                                           |
| Пети конгрес НОЈ                                    | 6—9. март 1953.                                  | 2.137                                            | Београд                                          | [ 24 ]                                           |
| Шести конгрес НОЈ                                   | 27—29. јануар 1958.                              | 1.031                                            | Београд                                          | [ 25 ]                                           |
| Седми конгрес НОЈ                                   | 23—26. јануар 1963.                              | 1.297                                            | Београд                                          | [ 26 ]                                           |
| Конгреси Савеза омладине Југославије                |                                                  |                                                  |                                                  |                                                  |
| Осми конгрес СОЈ                                    | 8—10. фебруар 1968.                              | 847                                              | Београд                                          | [ 27 ]                                           |
| Конгреси Савеза социјалистичке омладине Југославије |                                                  |                                                  |                                                  |                                                  |
| Девети конгрес ССОЈ                                 | 21—23. новембар 1974.                            | 953                                              | Београд                                          | [ 28 ]                                           |
| Десети конгрес ССОЈ                                 | 13—15. децембар 1978.                            | 1.441                                            | Београд                                          | [ 28 ]                                           |
| Једанаести конгрес ССОЈ                             | 18—19 децембар 1982.                             | 959                                              | Београд                                          | [ 29 ]                                           |
| Дванаести конгрес ССОЈ                              | 12—14. јун 1986.                                 | 1.293                                            | Београд                                          | [ 30 ]                                           |
| Тринаести конгрес ССОЈ                              | 25—26. мај 1990.                                 | 294                                              | Љубљана                                          | [ 31 ]                                           |

## Галерија
- Спомен-плоча на месту одржавања Првог конгреса 1919. у Београду
- Раднички дом у Вуковару, где је 1920. одржан Други конгрес
- Јосип Броз Тито на Петом конгресу КПЈ
- Шести конгрес КПЈ у Загребу 1952.
- Дом синдиката у Београду, где су 1964. и 1969. одржани Осми и Девети конгрес
- Сава центар у Новом Београду, где су од 1978. одржавани партијски конгреси